# Округ Милвоки (Висконсин)
Округ Милвоки (енгл. Milwaukee County) је округ у америчкој савезној држави Висконсин.

## Демографија
По попису из 2010. године број становника је 947.735, што је 7.571 (0,8%) становника више него 2000. године.
| Група             | 2000.           | 2010.           |
| Белци             | 583.481 (62,1%) | 514.958 (54,3%) |
| Афроамериканци    | 231.157 (24,6%) | 253.764 (26,8%) |
| Азијати           | 24.145 (2,6%)   | 32.422 (3,4%)   |
| Хиспаноамериканци | 82.406 (8,8%)   | 126.039 (13,3%) |
| Укупно            | 940.164         | 947.735         |